# 2 december
2 december is de 336ste dag van het jaar (337ste in een schrikkeljaar) in de gregoriaanse kalender. Hierna volgen nog 29 dagen tot het einde van het jaar.

## Gebeurtenissen
- Algemeen
  - 1959 - Breuk van de Malpassetdam (Frankrijk), met een ramp tot gevolg.[1]
  - 1993 - In Zuid-Afrika wordt een eind gemaakt aan de bantoestans.
  - 1994 - Na een felle uitslaande brand voor de kust van Somalië zinkt de Achille Lauro naar de bodem van de zee. Op twee Britten en twee Nederlanders na kunnen alle 579 opvarenden het schip verlaten.
  - 2011 - Het water van de Donau staat zo laag dat zo'n honderd vrachtschepen voor de Hongaarse grens voor pampus liggen.
  - 2016 - Bij een brand tijdens een dancefeest in een voormalig pakhuis in de Amerikaanse stad Oakland komen meer dan dertig mensen om het leven.
  - 2023 - Een aardbeving met een kracht van 7,6 op de schaal van Richter treft de Filipijnen. Het epicentrum ligt voor de oostkust van het eiland Mindanao waardoor er ook een tsunamiwaarschuwing wordt gegeven.[2]
  - 2023 - Op de snelweg nabij Hoevelaken komen drie personen om het leven bij een spookrijongeluk. Het zijn een Roemeense spookrijder (19) en 2 zusjes van 12 en 14 uit Hilversum.
- Criminaliteit en veiligheid
  - 1993 - Drugsbaron Pablo Escobar wordt doodgeschoten in Medellín (Colombia).[1]
  - 2002 - Uit het Museon in Den Haag worden diamanten en juwelen gestolen. Deze hebben samen een waarde van enkele miljoenen euro's.
  - 2015 - In San Bernardino vallen bij een schietpartij in een zorgcentrum voor gehandicapten 14 doden.
  - 2023 - In Parijs vallen een dode en twee gewonden door een aanvaller die hen met een mes en een hamer te lijf gaat. De man die bekend is bij de veiligheidsdiensten als radicale islamist, wordt gearresteerd waarbij hij volgens minister van Binnenlandse Zaken Gérald Darmanin "Allahoe akbar" geroepen zou hebben. Later zou hij gezegd hebben dat hij ontdaan is, "omdat er zo veel moslims sterven in Afghanistan en in Palestina".[3]
- Economie
  - 2001 - Enron vraagt de Chapter 11-status aan wegens een dreigend bankroet nadat Dynegy een bod van 8,4 miljard dollar heeft ingetrokken. Het is het grootste bankroet in de Verenigde Staten in 2003 en heeft grote gevolgen, zelfs politiek.
  - 2021 - Oliemaatschappij Shell ziet af van het ontwikkelen van het olieveld Cambo bij de Shetlandeilanden. De Britse mede-aandeelhouder Siccar Point Energy is teleurgesteld. Milieuorganisatie Greenpeace is daarentegen tevreden.[4]
- Gezondheid
  - 2008 - Het dodental van Zimbabwes ergste cholera-epidemie stijgt tot bijna 500.
- Infrastructuur
  - 1975 - Treinkaping bij Wijster.[1]
  - 2012 - Een deel van de Japanse Sasagotunnel stort in.
  - 2021 - De 1000 kilometer lange hogesnelheidsspoorlijn tussen de Chinese stad Kunming en de Laotiaanse hoofdstad Vientiane wordt geopend. De aanleg heeft zo'n 5 jaar geduurd en omgerekend ruim 5 miljard euro gekost.[5]
- Kunst en cultuur
  - 1959 - Première van de documentaire La Muraille de Chine, geregisseerd door Carlo Lizzani, de eerste film waarbij geuren worden gebruikt.
  - 1999 - De Belg Gerard Mortier wordt als intendant van de Salzburger Festspiele opgevolgd door de Duitser Peter Ruzicka.
  - 2023 - Keti Koti, waarbij op 1 juli wordt stil gestaan, wordt officieel erkend als immaterieel erfgoed en is daartoe bijgeschreven op de Inventaris Immaterieel Erfgoed Nederland.[6]
- Media
  - 1982 - De Turkse autoriteiten leggen zonder opgaaf van reden het grootste dagblad van Turkije, Günaydın, voor onbepaalde tijd een verschijningsverbod op.
  - 2005 - In Europa wordt de nieuwe spelcomputer van Microsoft uitgebracht, de Xbox 360. Wegens beperkte voorraden en een grote vraag, kan niet elke potentiële koper worden voorzien van het apparaat.
  - 2006 - In Japan wordt de nieuwe spelcomputer van Nintendo uitgebracht, de Nintendo Wii. Evenals bij de Europese release van de Xbox 360, één jaar eerder, staan veel mensen in rij om de spelcomputer te kopen en zijn de voorraden beperkt.
- Muziek
  - 1997 - Het album Diana, Princess of Wales: Tribute, ter nagedachtenis aan prinses Diana, wordt uitgebracht.[7]
  - 2023 - In Madison Square Garden in New York treedt de Amerikaanse rockband Kiss voor het laatst publiekelijk op. Voortaan zal de band alleen nog als hologram te zien zijn met behulp van dezelfde techniek die ook door de Zweedse popgroep ABBA wordt gebruikt.[8]
- Oorlog
  - 1805 - In de Slag bij Austerlitz verslaan Franse troepen onder Napoleon een gecombineerde Russisch-Oostenrijkse strijdmacht.[1]
  - 1916 - De Franse generaal Joseph Joffre wordt vervangen door Robert Nivelle als stafchef van het Franse leger.[1]
  - 1962 - Senator Mike Mansfield is, na een reis naar Vietnam die hij op verzoek van president John F. Kennedy maakte, de eerste Amerikaanse functionaris die een pessimistische verklaring aflegt over de voortgang van de Vietnamoorlog.
  - 1990 - Samen met een Belgische parlementaire delegatie landen in Zaventem vierentwintig Belgische gijzelaars die vier maanden in Irak en Koeweit hebben vastgezeten.
- Politiek
  - 1804 - In de Notre-Dame van Parijs wordt Napoleon Bonaparte tot keizer gekroond.[1] Hij is de eerste Franse keizer in duizend jaar.
  - 1823 - President James Monroe van de Verenigde Staten houdt een rede in het Amerikaanse Congres waarin hij Europese inmenging in Noord- en Zuid-Amerika afwijst, evenals Amerikaanse inmenging in Europa. Dit zou later de Monroedoctrine worden genoemd.
  - 1848 - Frans Jozef I wordt keizer van Oostenrijk.
  - 1851 - Staatsgreep in Frankrijk door president Lodewijk Napoleon Bonaparte.
  - 1852 - Napoleon III wordt keizer van Frankrijk.
  - 1854 - Oostenrijk sluit een alliantie met het Verenigd Koninkrijk en Frankrijk.
  - 1856 - Frankrijk en Spanje bereiken een overeenkomst over het verloop van hun gezamenlijke grens.
  - 1920 - Armenië staat bij het Verdrag van Alexandropol gebied af aan Turkije.
  - 1930 - President Herbert Hoover vraagt het Amerikaanse Congres 150 miljoen dollar voor een programma van publieke werken, om banen te scheppen en de economie te stimuleren.
  - 1950 - De Algemene Vergadering van de Verenigde Naties nemen Resolutie 390(V) aan, waarbij de Eritreeërs als volk worden erkend, maar Eritrea wordt met Ethiopië tot een federatie samengevoegd.
  - 1954 - De Amerikaanse Senaat besluit met 65 tegen 22 senator Joseph McCarthy te veroordelen wegens "gedrag dat de Senaat in opspraak dreigt te brengen".
  - 1961 - In een radiotoespraak verklaart de Cubaanse leider Fidel Castro dat hij een Marxistisch-Leninist is en dat Cuba communistisch zal worden.
  - 1971 - De Verenigde Arabische Emiraten worden gevormd.[1]
  - 1975 - In Laos wordt de republiek uitgeroepen.
  - 1988 - Benazir Bhutto wordt minister-president van Pakistan. Ze is de eerste vrouwelijke regeringsleider in een door de islam gedomineerd land.
  - 1990 - Een coalitie onder leiding van bondskanselier Helmut Kohl wint de eerste verkiezingen in het herenigde Duitsland. In 1932 waren voor het laatst vrije verkiezingen gehouden in geheel Duitsland, dat toen overigens groter was dan in 1990.
  - 1991 - De Keniase Afrikaanse Nationale Unie (KANU), regeringspartij sinds de onafhankelijkheid van 1963, geeft het machtsmonopolie op. De KANU-bestuursraad onder voorzitterschap van president Daniel arap Moi besluit het meerpartijenstelsel in te voeren.
  - 1999 - Het Verenigd Koninkrijk draagt politieke macht in Noord-Ierland over aan het Noord-Ierse parlement.
  - 2002 - Frankrijk en het Verenigd Koninkrijk sluiten een overeenkomst over sluiting van het asielzoekerscentrum Sangatte bij de ingang van de Kanaaltunnel.
  - 2021 - De voormalige Oostenrijkse bondskanselier Sebastian Kurz verlaat de politiek evenals de huidige bondskanselier Alexander Schallenberg. De nog niet benoemde nieuwe leider moet zowel de functie van partijvoorzitter als die van bondskanselier gaan bekleden.[9]
  - 2021 - Duitsland neemt afscheid van bondskanselier Angela Merkel met een plechtige afscheidsceremonie waarbij tijdens de taptoe onder meer een lied van punkzangeres Nina Hagen en het kerklied Großer Gott, wir loben Dich (Grote God, wij loven U) ten gehore is gebracht.[10]
- Religie
  - 1697 - St Paul's Cathedral (Londen) geopend.[1]
  - 1997 - Oprichting van het Aartsbisdom Vaduz in Liechtenstein, afgesplitst van het Zwitserse Bisdom Chur.
- Sport
  - 1923 - Het Uruguayaans voetbalelftal wint voor de vierde keer de Copa América door in de slotwedstrijd met 2-0 te winnen van naaste belager Argentinië.
  - 1961 - Anton Geesink doorbreekt de Japanse hegemonie in het judo en wordt de eerste niet-Japanse wereldkampioen bij de wereldtitelstrijd in Parijs.
  - 1993 - Zwemster Jingyi Le scherpt bij de wereldkampioenschappen in Palma de Mallorca het wereldrecord op de 100 meter vrije slag kortebaan (25 meter) aan tot 53,01. De mondiale toptijd was met 53,33 in handen van Franziska van Almsick.
  - 1994 - De IAAF roept Noureddine Morceli bij de mannen en Jackie Joyner-Kersee bij de vrouwen uit tot beste atleten van 1994.
  - 2011 - De Oekraïense oud-polsstokhoogspringer Sergei Boebka presenteert de Adidas Tango 12, de bal waarmee wordt gespeeld op het EK voetbal 2012.
  - 2019 - Voetbalster Megan Rapinoe krijgt de Ballon d'Or bij de vrouwen. Lionel Messi wint de prijs voor de zesde keer bij de mannen.[11]
- Wetenschap en technologie
  - 1409 - De Universiteit Leipzig, een van de oudste Europese universiteiten, wordt gesticht.[1]
  - 1877 - Voor het eerst wordt zuurstof vloeibaar gemaakt, door Louis Paul Cailletet.[1]
  - 1901 - Gillette verkrijgt het octrooi op het verwisselbare scheermesje.[1]
  - 1927 - De Ford Motor Company presenteert de Ford Model A.[1]
  - 1942 - Een team onder leiding van Enrico Fermi slaagt om de eerste nucleaire kernreactie te veroorzaken die zichzelf in stand kan houden (Manhattanproject).
  - 1970 - In de Verenigde Staten gaat een bureau voor Milieubescherming van start.
  - 1982 - Barney Clark, een 61-jarige tandarts, krijgt als eerste persoon ter wereld een permanent kunsthart. De operatie wordt uitgevoerd aan de University of Utah. Clark zal nog 112 dagen in leven blijven.
  - 1990 - Voor het eerst gaat een journalist de ruimte in. De Japanner Toyohiro Akiyama is de eerste betalende passagier aan boord van een ruimteschip. Zijn werkgever, de Tokyo Broadcasting System betaalde de kosten voor een ruimtereis met de Sovjet-Russische Sojoez TM-11.
  - 1993 - NASA lanceert het ruimteveer Endeavour. De astronauten aan boord moeten een optische fout aan de Hubbletelescoop herstellen.
  - 1995 - Lancering van SOHO (Solar and Heliospheric Observatory), het eerste zonne-observatorium in de ruimte. Het gezamenlijke project van NASA en ESA moet gegevens verzamelen over de fysische processen die op de zon plaatsvinden.[12]
  - 1999 - In het Britse wetenschapsblad Nature wordt een rapport van 22 onderzoekers gepubliceerd die het menselijke chromosoom 22 hebben kunnen ontcijferen.
  - 2009 - Geplande opening van de wolkenkrabber Burj Dubai in de Verenigde Arabische Emiraten. Het Burj Dubai is met 818 meter het hoogste gebouw ter wereld. Deze datum is niet gehaald door de economische crisis die eind 2008 inzette. De toren is uiteindelijk op 4 januari 2010 geopend.
  - 2016 - De periodieke komeet P/2015 XG422 (PANSTARRS) bereikt het perihelium van zijn baan rond de zon tijdens deze verschijning.[13]
  - 2022 - Onthulling van de B-21 Raider bommenwerper die gebouwd is door Northrop en die de nieuwste aanwinst is van de US Air force. De bijnaam Raider is gebaseerd op de Amerikaanse luchtaanval (Doolittle Raid) op Tokio in 1942 onder leiding van luitenant-kolonel Jimmy Doolittle.[14]

## Geboren

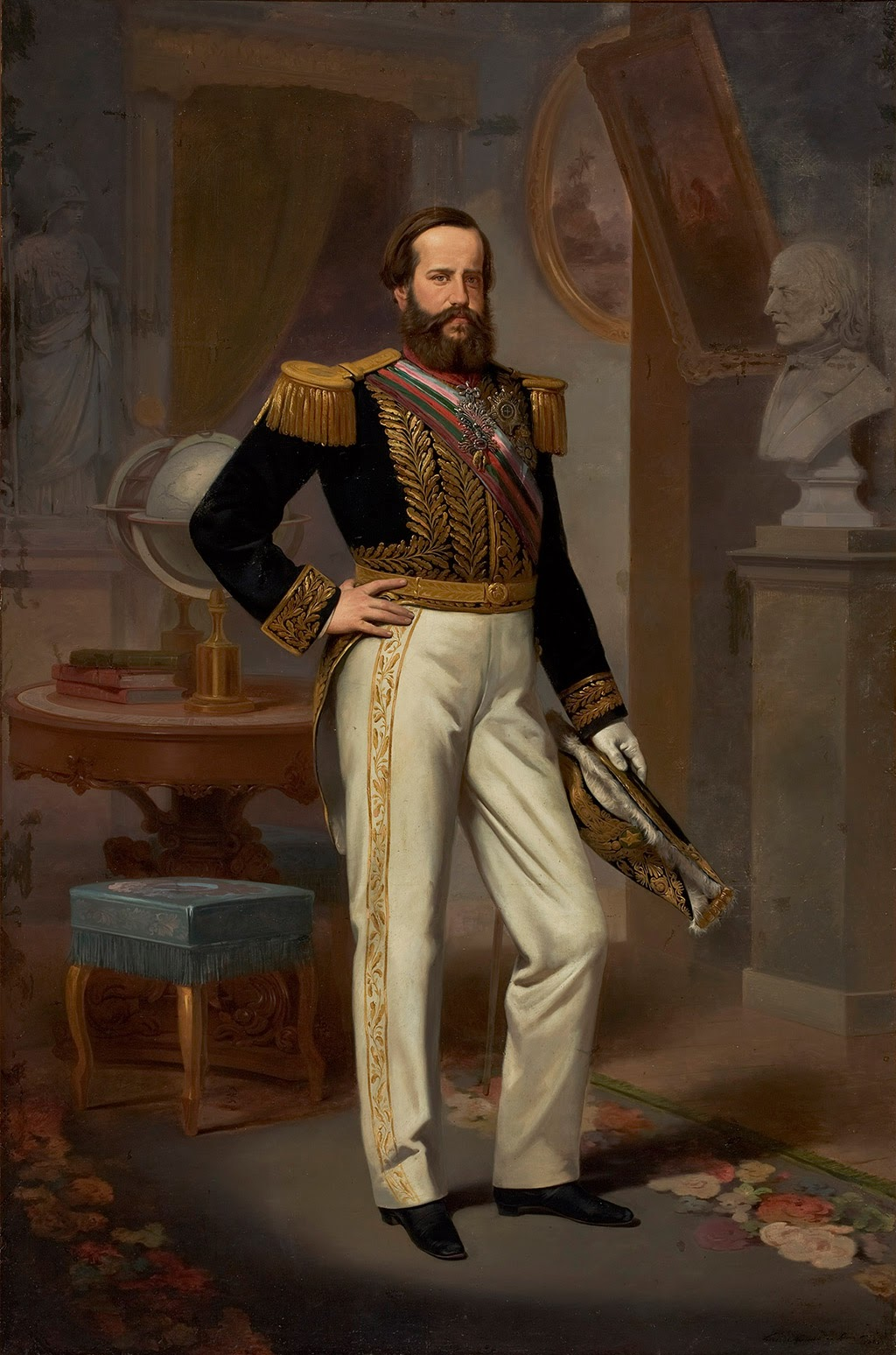
Peter II van Brazilië
geboren in 1825

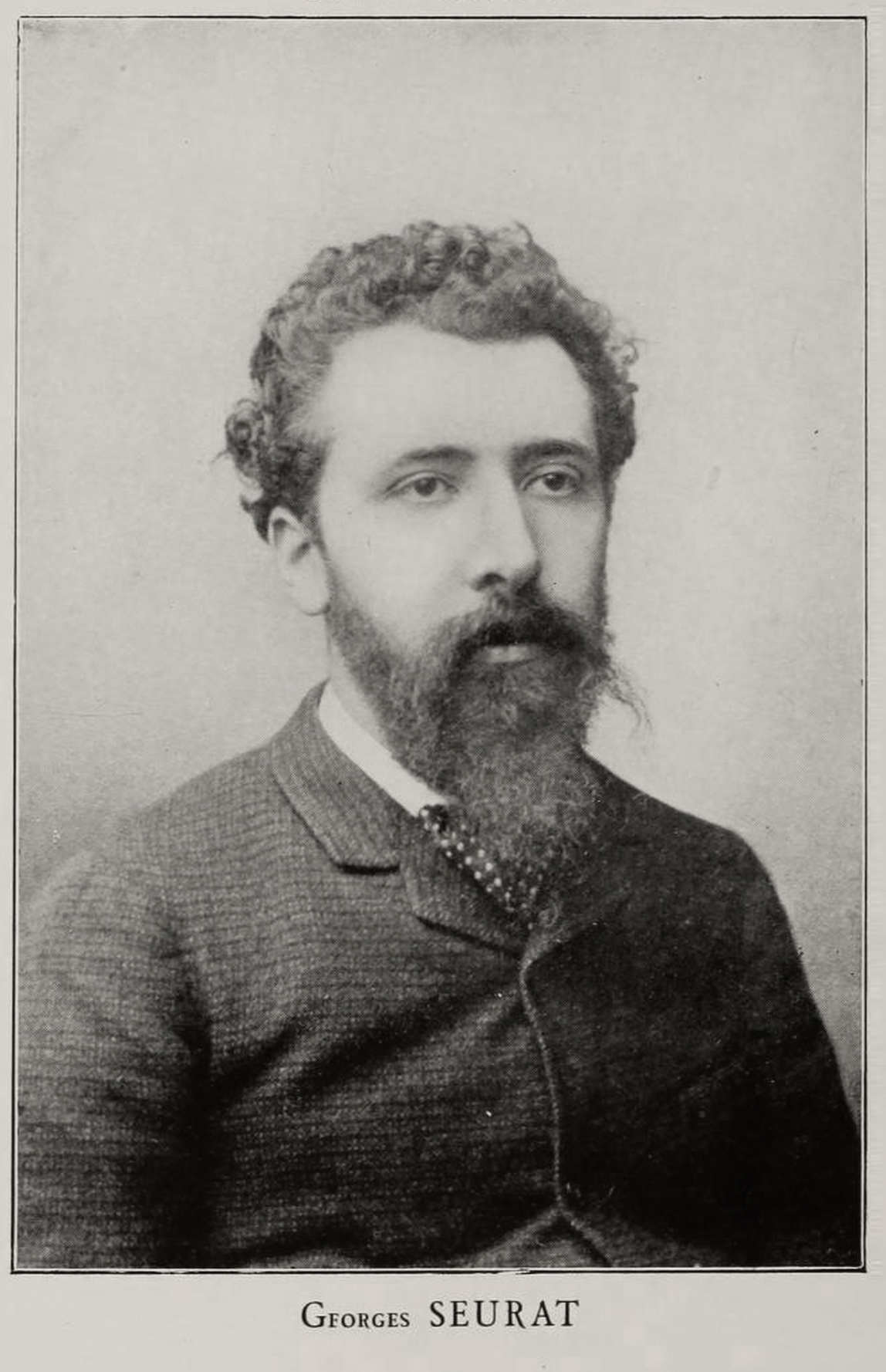
Georges Seurat
geboren in 1859

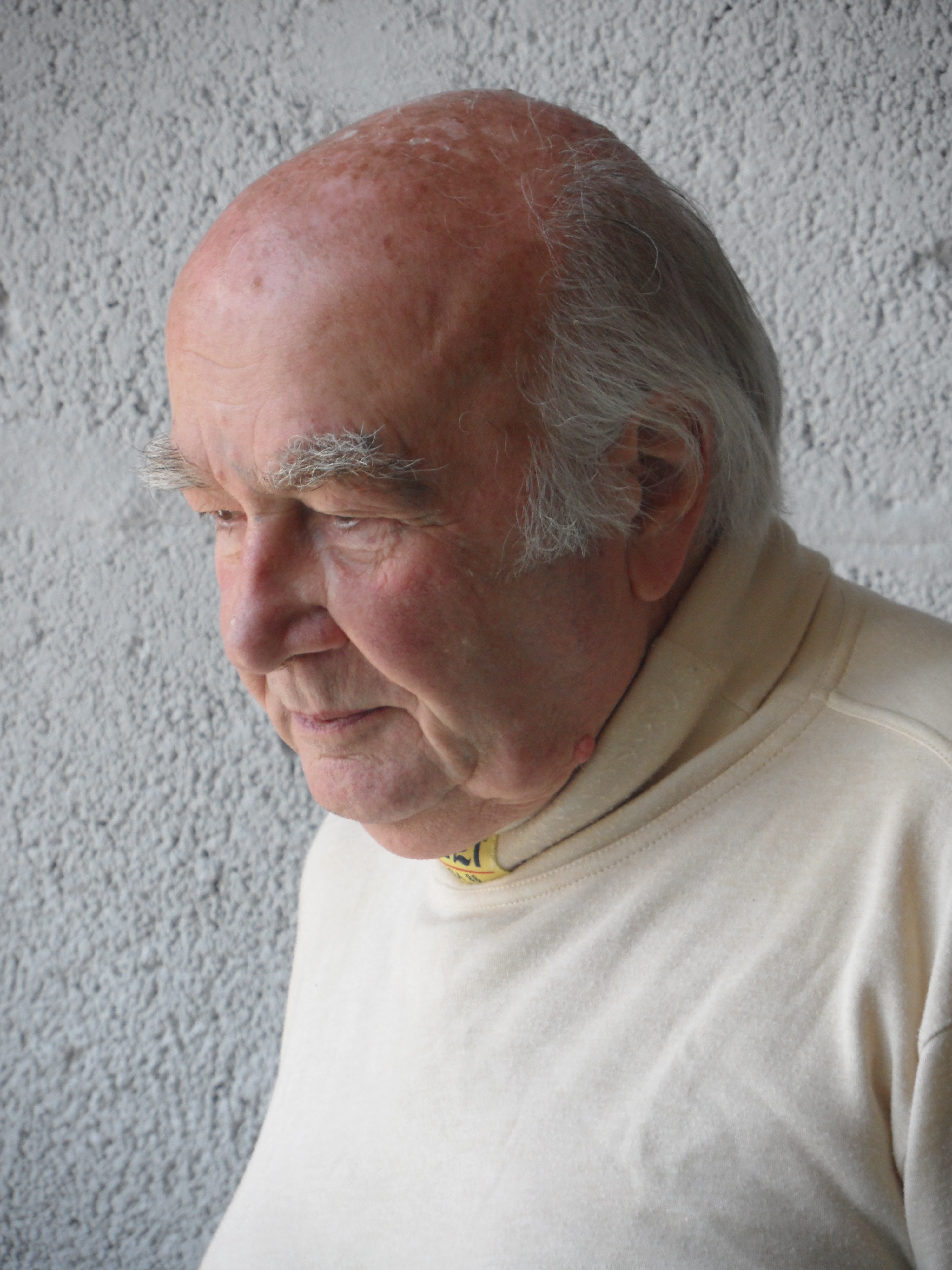
David Piper
geboren in 1930

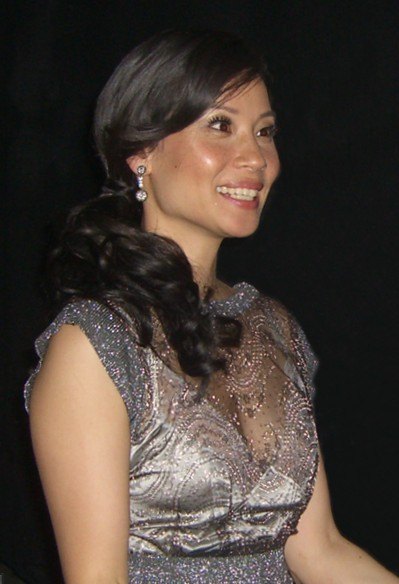
Lucy Liu
geboren in 1968

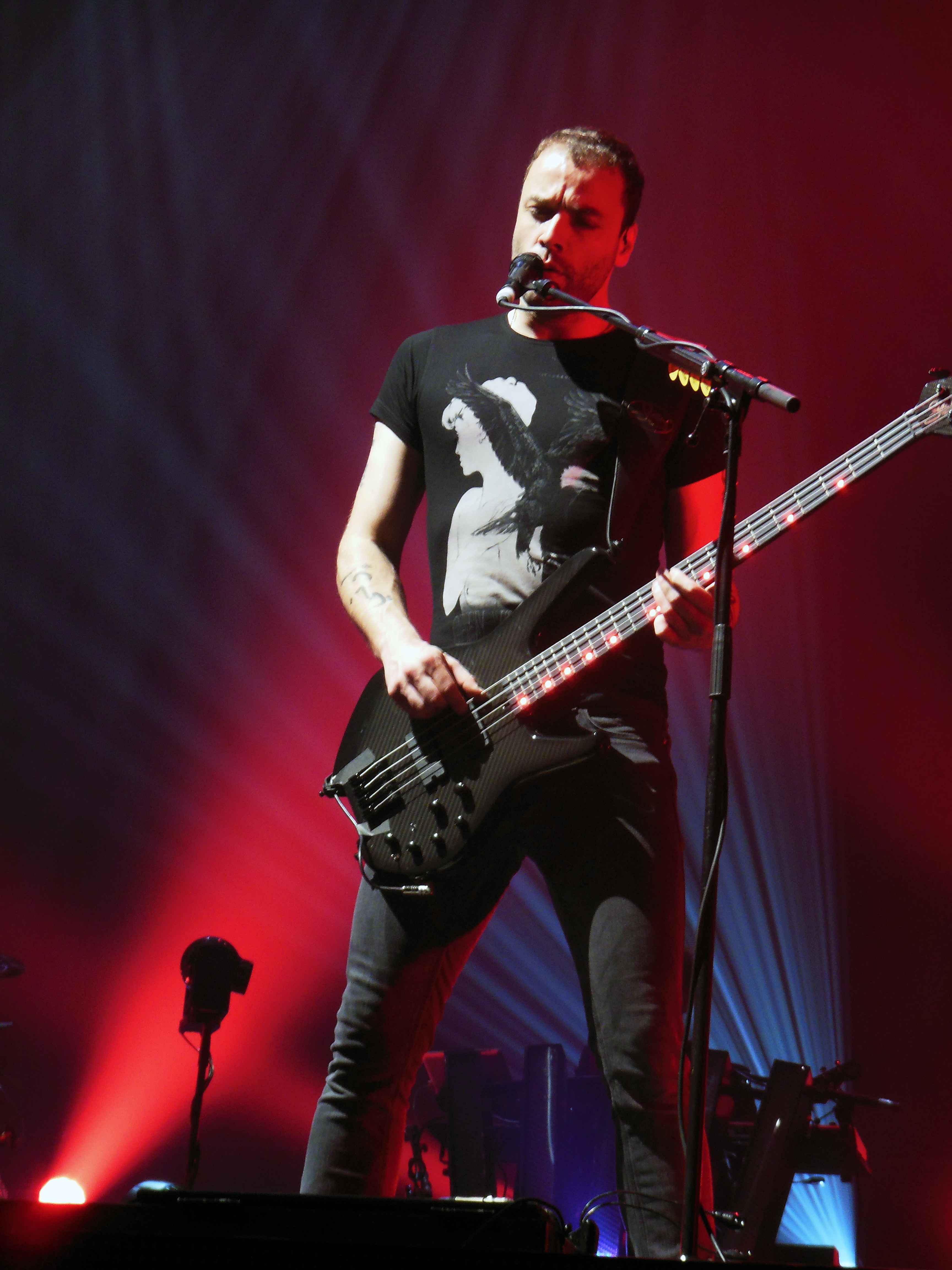
Christopher Wolstenholme
geboren in 1978

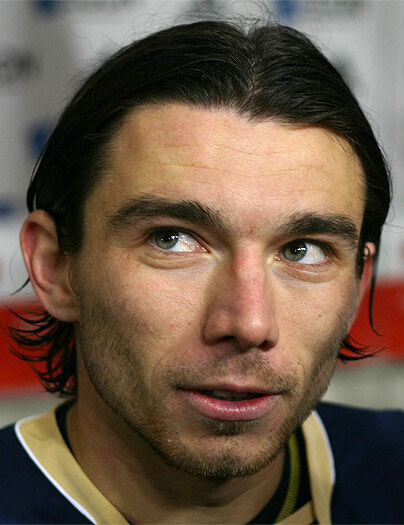
Danijel Pranjić,
geboren in 1981

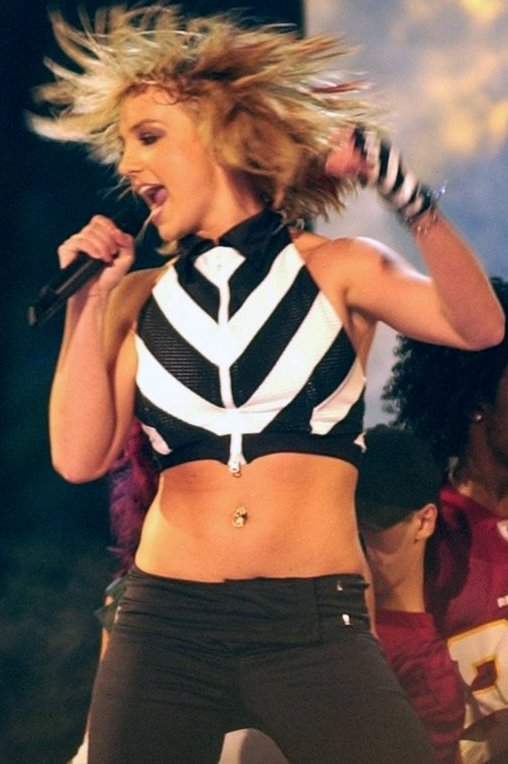
Britney Spears
geboren in 1981

- 1083 - Anna Komnene, oudste dochter van de Byzantijnse keizer Alexios I Komnenos (overleden 1153)
- 1648 - Renier Roidkin, schilder uit de Zuidelijke Nederlanden (overleden 1741)
- 1678 - Nicolaas Cruquius (Nicolaas Kruik), Nederlands waterstaatkundig ingenieur (overleden 1754)
- 1748 - Jan Pieter Minckeleers, Nederlands uitvinder (overleden 1824)
- 1750 - Gilles-Lambert Godecharle, Belgisch beeldhouwer (overleden 1835)
- 1791 - Frederick Clause, Brits scheepsarts en kunstschilder (overleden 1852)
- 1825 - Peter II van Brazilië, keizer van Brazilië (overleden 1891)
- 1859 - Georges Seurat, Frans schilder (overleden 1891)
- 1882 - Jan Boon, Nederlands kunstenaar (overleden 1975)
- 1884 - Marius van Lokhorst, Nederlands NSB-politicus (overleden 1971)
- 1885 - Edgar Michiels van Verduynen, Nederlands politicus (overleden 1952)
- 1885 - George Richards Minot, Amerikaans medicus (overleden 1950)
- 1891 - Otto Dix, Duits schilder (overleden 1969)
- 1895 - Klaas Voskuil, Nederlands journalist (overleden 1975)
- 1898 - Ferenc Plattkó, Hongaars voetballer en voetbalcoach (overleden 1982)
- 1899 - John Barbirolli, Brits dirigent (overleden 1970)
- 1899 - Hannes de Boer, Nederlands atleet (overleden 1982)
- 1901 - Staf Nees, Belgisch beiaardier, componist en organist (overleden 1965)
- 1901 - Raimundo Orsi, Argentijns-Italiaans voetballer (overleden 1986)
- 1906 - Jean Daninos, Frans autoconstructeur (overleden 2001)
- 1906 - Peter Carl Goldmark, Hongaars-Amerikaans uitvinder (overleden 1977)
- 1909 - June Clyde, Amerikaans actrice, zangeres en danseres (overleden 1987)
- 1909 - Marion Dönhoff, Duits journalist (overleden 2002)
- 1910 - Taisto Mäki, Fins atleet (overleden 1979)
- 1911 - Boris Kowadlo, Nederlands verzetsstrijder (overleden 1959)
- 1914 - Bill Erwin, Amerikaans acteur (overleden 2010)
- 1914 - Ray Walston, Amerikaans acteur (overleden 2001)
- 1915 - Takahito, lid Japanse keizerlijke familie (overleden 2016)
- 1918 - Milton Delugg, Amerikaans jazz-accordeonist, -componist, -arrangeur en -bandleider (overleden 2015)
- 1919 - Pierre Toebente, Belgisch beeldhouwer en kunstschilder (overleden 1997)
- 1921 - Carlo Furno, Italiaans kardinaal (overleden 2015)
- 1923 - Maria Callas, Amerikaans operazangeres (overleden 1977)
- 1923 - Aleksandr Jakovlev, Russisch politicus (overleden 2005)
- 1924 - Alexander Haig, Amerikaans militair en politicus (overleden 2010)
- 1925 - Julie Harris, Amerikaans actrice (overleden 2013)
- 1925 - Daniel Janssens, Belgisch atleet (overleden 2004)
- 1926 - Willem van der Poel, Nederlands natuurkundige en informaticus (overleden 2024)
- 1927 - Ralph Beard, Amerikaans basketballer (overleden 2007)
- 1928 - Roland Vercruysse, Belgisch atleet (overleden 2002)
- 1929 - Jaap Boersma, Nederlands politicus (overleden 2012)
- 1930 - Gary Becker, Amerikaans econoom en Nobelprijswinnaar (overleden 2014)
- 1930 - Natasha Parry, Brits actrice (overleden 2015)
- 1930 - David Piper, Brits autocoureur
- 1930 - Jack Rounds, Amerikaans autocoureur (overleden 1998)
- 1930 - Tjerk Westerterp, Nederlands politicus en minister (overleden 2023)
- 1932 - Jef Lahaye, Nederlands wielrenner (overleden 1990)
- 1934 - Tarcisio Bertone, Italiaans kardinaal-aartsbisschop van Genua
- 1934 - Kees de Kort, Nederlands illustrator en kunstschilder (overleden 2022)
- 1937 - Chris Bristow, Brits autocoureur (overleden 1960)
- 1937 - Harry Gasser, Filipijns televisiepresentator en nieuwslezer (overleden 2014)
- 1937 - Brian Lumley, Brits fantasy- en horrorschrijver (overleden 2024)
- 1938 - Luis Artime, Argentijns voetballer
- 1939 - Arkoç Özcan, Turks voetballer en voetbalcoach (overleden 2021)
- 1939 - Harry Reid, Amerikaans Democratisch politicus (overleden 2021)
- 1939 - Henk van der Wende, Nederlands politicus en burgemeester (overleden 2022)
- 1940 - Connie Booth, Amerikaans schrijfster en actrice
- 1941 - Tom McGuinness, Brits artiest (McGuinness Flint)
- 1942 - Frans Wiertz, Nederlands bisschop van Roermond
- 1943 - Dave Munden, Brits drummer en zanger (The Tremeloes) (overleden 2020)
- 1943 - Noël Vanclooster, Belgisch wielrenner (overleden 2022)
- 1944 - Ibrahim Rugova, Kosovaars-Albanees politicus (overleden 2006)
- 1944 - Botho Strauß, Duits schrijver
- 1946 - Andrej Chotejev, Russisch pianist (overleden 2021)
- 1946 - Gianni Versace, Italiaans modeontwerper (overleden 1997)
- 1947 - Rudolf Scharping, Duits politicus
- 1948 - T.C. Boyle, Amerikaans schrijver
- 1948 - Toninho Horta, Braziliaans jazzgitarist en -componist
- 1948 - Antonín Panenka, Tsjecho-Slowaaks voetballer
- 1951 - Roman Bunka, Duits muzikant en componist (overleden 2022)
- 1952 - Hans-Peter Zaugg, Zwitsers voetballer en voetbaltrainer
- 1953 - Jay Haas, Amerikaans golfer
- 1954 - Huub Stapel, Nederlands acteur
- 1954 - Johan Van Hecke, Belgisch politicus
- 1955 - Charles Agius, Maltees voetbalscheidsrechter
- 1958 - Edwin Abath, Arubaans politicus
- 1958 - Ron Cornet, Belgisch acteur
- 1960 - Bente Moe, Noors atlete
- 1960 - Sydney Youngblood (Sydney Ford), Amerikaans zanger
- 1961 - Sunder Nix, Amerikaans atleet
- 1962 - Victor Angel Bolzoni, Belgisch schaker
- 1962 - Ton F. van Dijk, Nederlands televisiejournalist en omroepbestuurder
- 1962 - Aldith Hunkar, Nederlands tv-presentatrice en nieuwslezeres
- 1962 - Filip Peeters, Belgisch acteur
- 1962 - Andrej Zygmantovitsj, Wit-Russisch voetballer
- 1963 - Corinne Debaets, Belgisch atlete
- 1963 - Dan Gauthier, Amerikaans acteur en uitvoerend producent
- 1964 - Paulo Costa, Portugees voetbalscheidsrechter
- 1964 - Tony Moran, Amerikaans dj/producer
- 1967 - Maarten Hennis, Nederlands cabaretier en acteur
- 1968 - David Batty, Engels voetballer
- 1968 - Andrea Larini, Italiaans autocoureur
- 1968 - Lucy Liu, Amerikaans actrice
- 1968 - Nate Mendel, Amerikaans bassist
- 1969 - Fay Claassen, Nederlands (jazz)zangeres
- 1969 - Eduardo Hurtado, Ecuadoraans voetballer
- 1970 - Alex Čejka, Duits golfer
- 1970 - Dmitri Radtsjenko, Russisch voetballer
- 1971 - Julio César Baldivieso, Boliviaans voetballer
- 1971 - Zoerab Ionanidze, Georgisch voetballer
- 1971 - Francesco Toldo, Italiaans voetballer
- 1972 - Lara Almarcegui, Spaans fotografe en art intervention- en installatiekunstenaar
- 1972 - Gustavo Borges, Braziliaans zwemmer
- 1972 - Friso van Vemde Oudejans, Nederlands acteur
- 1973 - Monica Seles, Joegoslavisch-Amerikaans tennisster
- 1973 - Jan Ullrich, Duits wielrenner
- 1973 - Michaël Youn, Frans radio-dj, tv-presentator, acteur en komiek
- 1976 - Vladimír Janočko, Slowaaks voetballer
- 1976 - Roel Vanderstukken, Belgisch acteur
- 1977 - Siyabonga Nomvethe, Zuid-Afrikaans voetballer
- 1978 - Nelly Furtado, Portugees-Canadees zangeres
- 1978 - Fonsi Nieto, Spaans motorcoureur
- 1978 - Maëlle Ricker, Canadees snowboardster
- 1978 - Christopher Wolstenholme, Brits bassist
- 1979 - Yvonne Catterfeld, Duits zangeres en actrice
- 1980 - Alexandre Di Gregorio, Belgisch voetballer
- 1980 - David Galle, Belgisch komiek
- 1980 - Kevin Geudens, Belgisch voetballer
- 1980 - Adam Kreek, Canadees roeier
- 1980 - Wes Mutsaars, Nederlands acteur
- 1981 - Lesley-Ann Brandt, Nieuw-Zeelands actrice
- 1981 - Aleksandr Jefimkin, Russisch wielrenner
- 1981 - Vladimir Jefimkin, Russisch wielrenner
- 1981 - Danijel Pranjić, Kroatisch voetballer
- 1981 - Britney Spears, Amerikaans zangeres
- 1983 - Daniela Ruah, Amerikaans actrice
- 1983 - Elbert Smelt, Nederlands musicus, arts en presentator
- 1985 - Amaury Leveaux, Frans zwemmer
- 1986 - Claudiu Keșerü, Roemeens voetballer
- 1986 - Ronald Vargas, Venezolaans voetballer
- 1987 - Jyri Nieminen, Fins voetbaltrainer
- 1987 - Dennis van Winden, Nederlands wielrenner
- 1988 - Rosie Brennan, Amerikaans langlaufster
- 1988 - Antti Buri, Fins autocoureur
- 1988 - Alfred Enoch, Brits acteur
- 1988 - Fuse ODG (Nana Richard Abiona), Ghanees-Brits zanger
- 1988 - Arnaud Ghislain, Belgisch atleet
- 1990 - Simon Schürch, Zwitsers roeier
- 1991 - Anne Buijs, Nederlands volleybalster
- 1991 - Chloé Dufour-Lapointe, Canadees freestyleskiester
- 1991 - Afrodite Zegers, Grieks-Nederlands zeilster
- 1991 - Petr Medoelitsj, Russisch freestyleskiër
- 1991 - Charlie Puth, Amerikaans zanger
- 1991 - Yung Felix (Felix Laman), Nederlands hiphopartiest en dj
- 1992 - Jacqueline Hernandez, Amerikaans snowboardster
- 1993 - Koen Bouwman, Nederlands wielrenner
- 1993 - Cecilia Salvai, Italiaans voetbalster
- 1994 - Kenrich Williams, Amerikaans basketballer
- 1995 - Gyrano Kerk, Nederlands voetballer
- 1995 - Torin Yater-Wallace, Amerikaans freestyleskiër
- 1997 - Claire Orcel, Frans Belgisch atlete
- 1998 - Annalise Basso, Amerikaans actrice en model
- 1998 - Celeste O'Connor, Amerikaans-Keniaans acteur
- 1998 - Sophie Francis (Sophie Bongers), Nederlands live-dj en producent
- 1998 - Juice WRLD (Jarad Higgins), Amerikaans rapper (overleden 2019)
- 1999 - Fred Hechinger, Amerikaans acteur
- 1999 - Kelvin Kiptum, Keniaans atleet (overleden 2024)
- 2003 - Minke van Hoef, Nederlands voetbalster
- 2005 - Charlie Wurz, Oostenrijks-Brits autocoureur

## Overleden

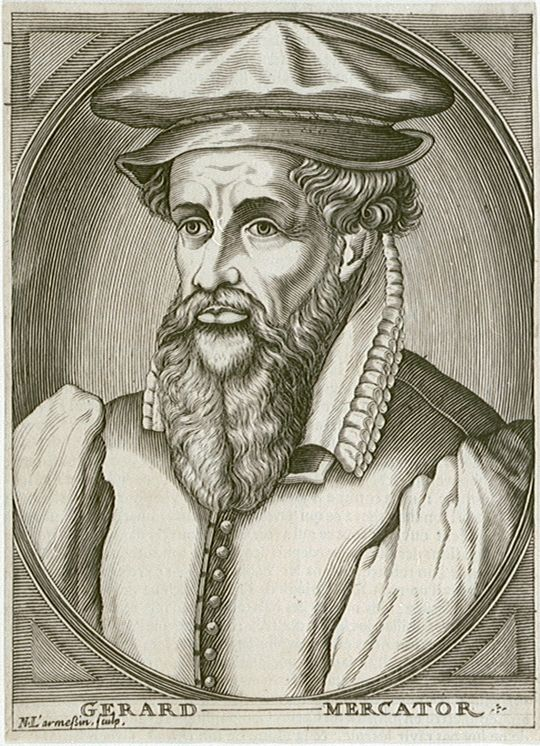
Gerard Mercator
overleden in 1594

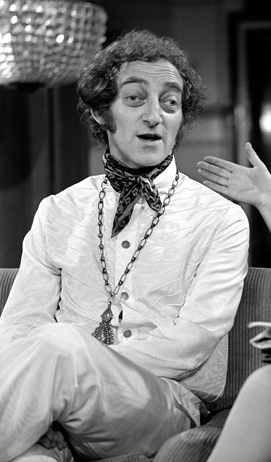
Marty Feldman
overleden in 1982

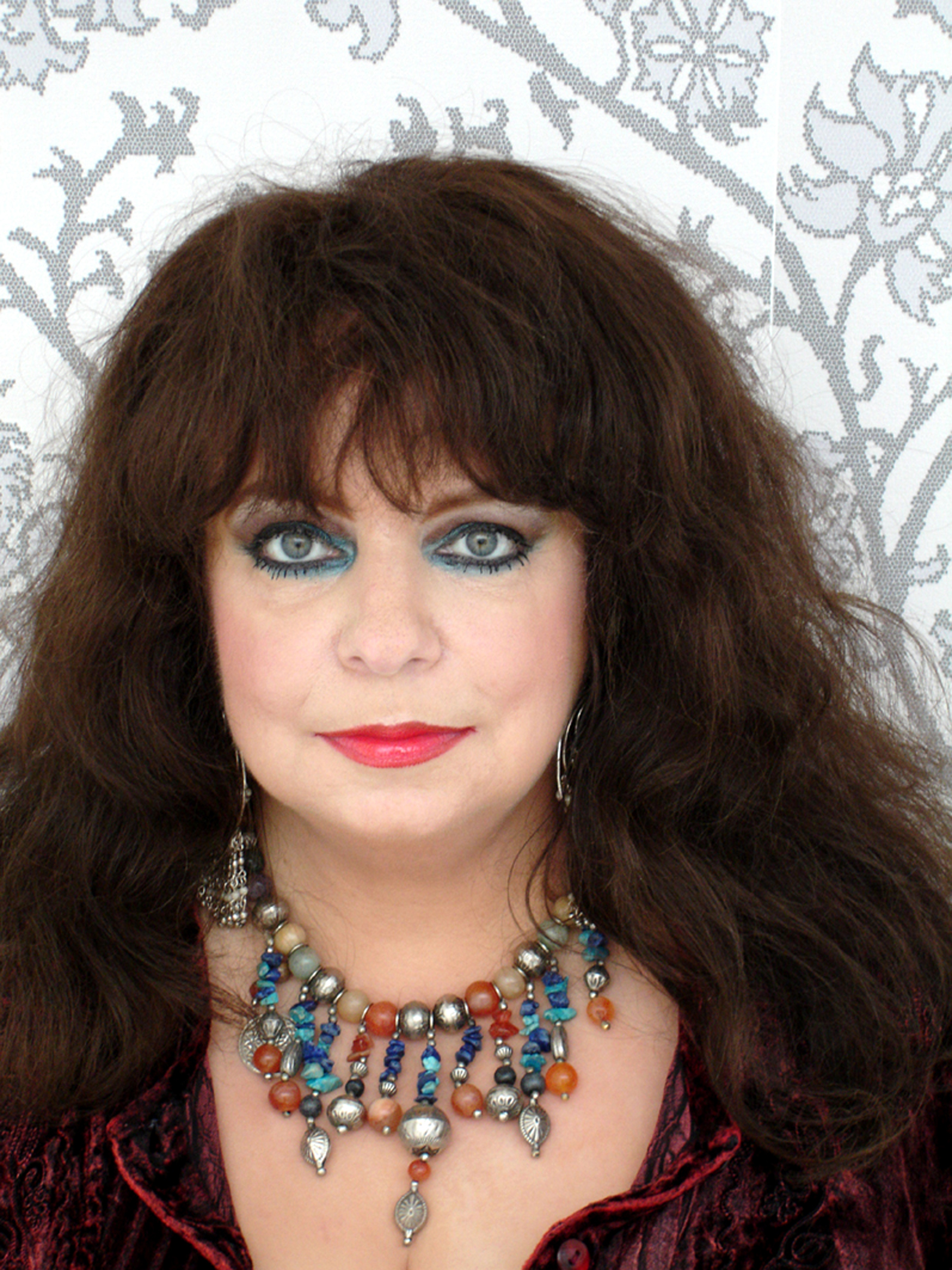
Mariska Veres
overleden in 2006

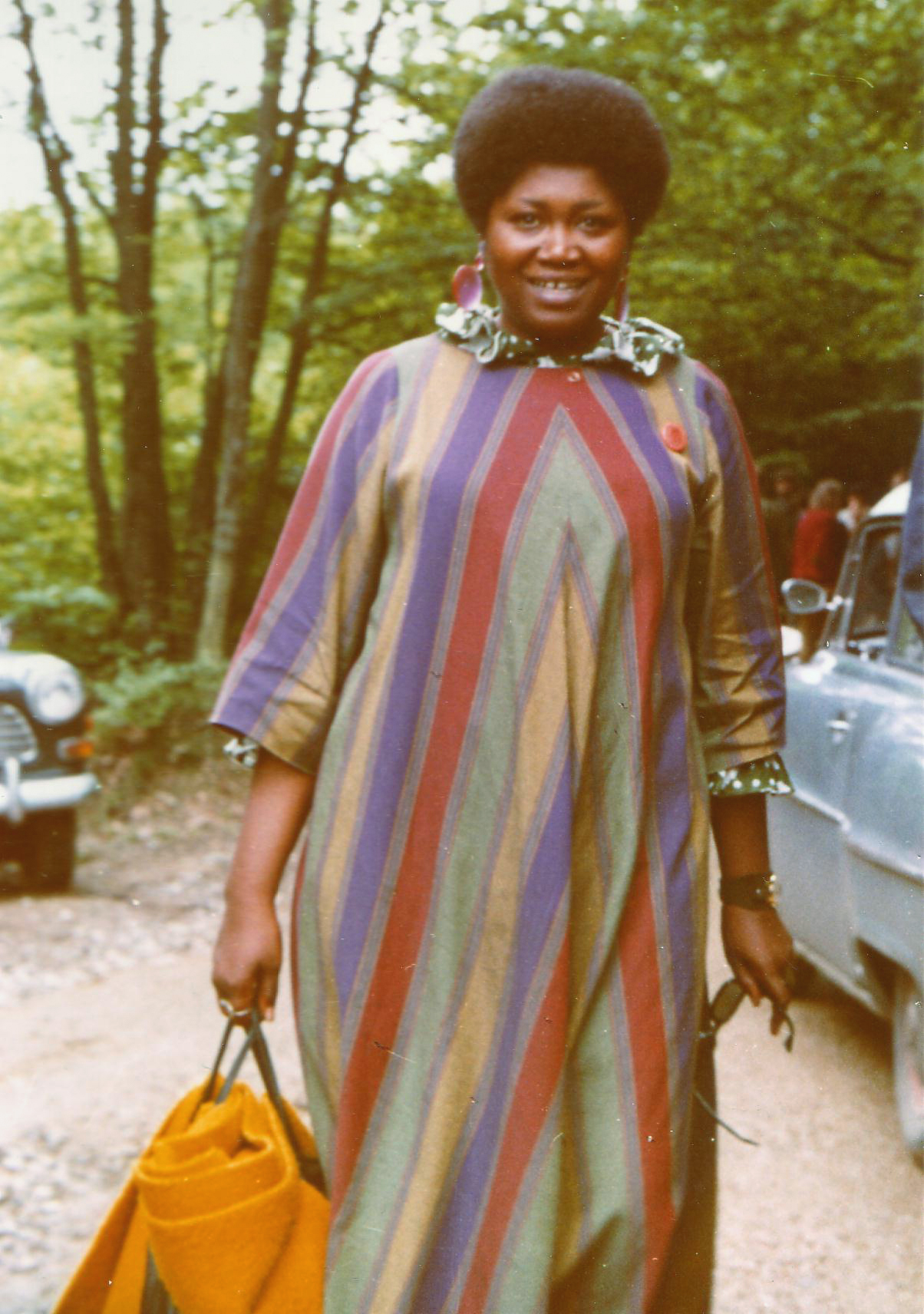
Odetta
overleden in 2008

- 1304 - Rupert V van Nassau (24), graaf van Nassau
- 1381 - Jan van Ruusbroec (88), Belgisch Middelnederlands schrijver
- 1547 - Hernán Cortés (62), Spaans veroveraar
- 1560 - Georg Sabinus (52), Duits geleerde
- 1594 - Gerard Mercator (82), Belgisch cartograaf
- 1665 - Madame de Rambouillet (76/77), Frans salonnière
- 1694 - Pierre Paul Puget (74), Frans beeldhouwer, architect, schilder en ingenieur
- 1810 - Philipp Otto Runge (33), Duits kunstschilder
- 1814 - Markies de Sade (74), Frans schrijver
- 1828 - Simon Paap (39), Nederlands dwerg
- 1859 - John Brown (59), Amerikaans militant tegenstander slavernij
- 1892 - Jay Gould (56), Amerikaans spoorwegmagnaat
- 1918 - Edmond Rostand (50), Frans schrijver
- 1929 - Albert Droesbeke (33), Belgisch kunstschilder
- 1931 - Vincent d'Indy (80), Frans componist en muziektheoreticus
- 1938 - Paula de Waart (60), Nederlands toneel- en filmactrice
- 1943 - Jaap Meijer (38), Nederlands wielrenner
- 1944 - Jaap Engelaan (39), Nederlands verzetsstrijder, gefusilleerd in de Tweede Wereldoorlog
- 1944 - Ted Kroeze (24), Nederlands verzetsstrijder, gefusilleerd in de Tweede Wereldoorlog
- 1944 - Hana Pírková (50), Tsjechisch operazangeres
- 1959 - Stanisław Cikowski (60), Pools voetballer
- 1961 - George Simpson (53), Amerikaans atleet
- 1966 - Luitzen Egbertus Jan Brouwer (85), Nederlands wiskundige
- 1966 - Philip M. Slates (44), Amerikaans componist
- 1969 - José María Arguedas (58), Peruviaans schrijver
- 1971 - Wim Hesterman (74), Nederlands bokser
- 1973 - Jan Heijmans (50), Nederlands priester en politicus
- 1976 - Adriaan van Hees (66), Nederlands acteur en NSB'er
- 1979 - Jan Pijnenburg (73), Nederlands wielrenner
- 1981 - Rudolf Prack (76), Oostenrijks toneelspeler en filmacteur
- 1982 - Marty Feldman (48), Brits komiek
- 1985 - Philip Larkin (63), Engels dichter, prozaschrijver en jazzcriticus
- 1986 - Desi Arnaz (69), Cubaans-Amerikaans acteur, muzikant, bandleider
- 1990 - Aaron Copland (90), Amerikaans componist
- 1990 - Robert Cummings (80), Amerikaans acteur
- 1990 - Dio Rovers (94), Nederlands kunstschilder, tekenaar en kunstdocent
- 1993 - Pablo Escobar (44), Colombiaans drugsbaron
- 1997 - Michael Hedges (43), Amerikaans gitarist
- 1999 - Charlie Byrd (74), Amerikaans jazzgitarist
- 2001 - Bruce Halford (70), Brits autocoureur
- 2002 - Ivan Illich (76), Oostenrijks priester, filosoof
- 2002 - Mal Waldron (77), Amerikaans jazz- en wereldmuziekpianist en jazzcomponist
- 2003 - Alan Davidson (79), Brits diplomaat en cultuurhistoricus op voedinggebied
- 2004 - Kevin Coyne (60), Brits zanger, schrijver, schilder
- 2004 - Mona Van Duyn (83), Amerikaans dichteres en schrijfster
- 2004 - Anton Kersjes (81), Nederlands dirigent
- 2005 - Fred Benavente (79), Nederlands acteur en tekstschrijver
- 2005 - Jaime Morón (55), Colombiaans voetballer
- 2006 - Carlos Dip (78), Nederlands-Antilliaans staatsrechtsjurist
- 2006 - Mariska Veres (59), Nederlands zangeres
- 2008 - Carlos Abascal (59), Mexicaans politicus
- 2008 - Pjotr Latysjev (60), Russisch gouverneur-generaal
- 2008 - Odetta (Odetta Holmes) (77), Amerikaans folkzangeres
- 2009 - Eric Woolfson (64), Brits muzikant en componist
- 2011 - Pavle Jurina (56), Kroatisch handballer
- 2011 - Hans Knipp (65), Duits componist en tekstschrijver
- 2011 - Howard Tate (72), Amerikaans soulzanger
- 2013 - Jean-Claude Beton (88), Frans ondernemer
- 2013 - Mance Post (88), Nederlands illustratrice
- 2013 - Pedro Rocha (70), Uruguayaans voetballer en trainer
- 2013 - Rolf Szymanski (85), Duits beeldhouwer
- 2014 - Jean Béliveau (83), Canadees ijshockeyer
- 2014 - Bobby Keys (70), Amerikaans saxofonist
- 2015 - Sandy Berger (70), Amerikaans adviseur
- 2015 - Wim Kolijn (71), Nederlands politicus
- 2015 - Gabriele Ferzetti (90), Italiaans acteur
- 2016 - Wim Feldmann (85), Nederlands voetballer
- 2016 - Samuel Lee (96), Amerikaans schoonspringer
- 2016 - Gisela May (92), Duits actrice en zangeres
- 2016 - Jan Thijssen (73), Nederlands archeoloog
- 2016 - Paul de Wispelaere (88), Belgisch auteur en hoogleraar
- 2017 - Jaap Harten (87), Nederlands schrijver en dichter
- 2018 - Lothar Baumgarten (74), Duits kunstenaar
- 2018 - Paul Sherwen (62), Brits wielrenner en wielerverslaggever
- 2019 - Robert K. Massie (90), Amerikaans historicus en auteur
- 2019 - Domenico Lenarduzzi (83), Italiaans EU-ambtenaar
- 2020 - Ludo Busschots (64), Belgisch acteur
- 2020 - Richard Corben (80), Amerikaans tekenaar en stripauteur
- 2020 - Valéry Giscard d'Estaing (94), Frans president
- 2020 - Rafer Johnson (85), Amerikaans atleet
- 2020 - Karin Lindberg (91), Zweeds turnster
- 2020 - Aldo Moser (86), Italiaans wielrenner
- 2020 - Pat Patterson (Pierre Clemont), (79), Canadees worstelaar
- 2021 - Darlene Hard (85), Amerikaans tennisspeelster
- 2022 - Frans de Haan (84), Nederlands basketballer en golfspeler
- 2022 - Yoshio Kikugawa (78), Japans voetballer
- 2022 - Floris Maljers (89), Nederlands bestuurder
- 2023 - Faustin Twagiramungu (78), Rwandees politicus
- 2023 - Concha Velasco (84), Spaans theater-, film- en televisieactrice, zangeres en presentatrice
- 2024 - Helmuth Duckadam (65), Roemeens voetballer
- 2024 - Sam Fox (95), Amerikaans zakenman en ambassadeur
- 2024 - Neale Fraser (91), Australisch tennisser
- 2024 - Paul van Gelder (77), Nederlands diskjockey
- 2024 - Harald Hudak (67), Duits atleet

## Viering/herdenking
- Nationale feestdag van Laos

Laos Feestdag

V. A. E. Feestdag

- Nationale feestdag van de Verenigde Arabische Emiraten
- Internationale Dag van de Afschaffing van de Slavernij (Verenigde Naties)[15]
- Internationale dag van de modeltreinen
- Rooms-katholieke kalender:
  - Zalige Jan van Ruusbroec († 1381), Grootmeester v.d. Nederlandstalige mystiek - Vrije gedachtenis (in aartsbisdom Mechelen-Brussel)
  - Heilige Bibiana († 367)
  - Heilige Aurelia van Rome († c. 260)
  - Heilige Silverius van Palmaria († 537)
  - Heilige Habakuk († 7e eeuw v.Chr.)

## Weerextremen

### Nederland
| | Officiële records | Officiële records | Officiële records |      | Landelijke records | Landelijke records | Landelijke records          |
| Gebeurtenis | Jaar              | Extreem           | Locatie           | Jaar | Extreem            | Locatie            |                             |
| --- | ----------------- | ----------------- | ----------------- | ---- | ------------------ | ------------------ | --------------------------- |
| Laagste etmaalgemiddelde temperatuur (°C) | 1973              | −7,3              | De Bilt           |      | 1973               | −11,8              | Volkel                      |
| Hoogste etmaalgemiddelde temperatuur (°C) | 2018              | 12,0              | De Bilt           |      | 2018               | 13,2               | Westdorpe                   |
| Laagste minimumtemperatuur (°C) | 1973              | −13,4             | De Bilt           |      | 1973               | −18,8              | Volkel                      |
| Hoogste minimumtemperatuur (°C) | 1985              | 10,1              | De Bilt           |      | 1985               | 11,0               | Eindhoven                   |
| Laagste maximumtemperatuur (°C) | 2010              | −6,1              | De Bilt           |      | 1973               | −6,6               | Volkel                      |
| Hoogste maximumtemperatuur (°C) | 2018              | 13,2              | De Bilt           |      | 2018               | 14,5               | Westdorpe                   |
| Hoogste uurgemiddelde windsnelheid (m/s) | 1946              | 15,9              | De Bilt           |      | 1975               | 24,2               | IJmuiden                    |
| Hoogste windstoot (m/s) | 1954, 1975        | 21,6              | De Bilt           |      | 2007               | 28,0               | Cadzand, Vlieland, IJmuiden |
| Langste zonneschijnduur (uur) | 1989              | 7,4               | De Bilt           |      | 1989               | 7,6                | Eindhoven                   |
| Langste neerslagduur (uur) | 1934              | 11,8              | De Bilt           |      | 2006               | 17,0               | Leeuwarden                  |
| Hoogste etmaalsom van de neerslag (mm) | 1934              | 17,8              | De Bilt           |      | 2007               | 21,1               | Eelde                       |
| Laagste etmaalgemiddelde relatieve vochtigheid (%) | 1921              | 72                | De Bilt           |      | 1989               | 51                 | Maastricht                  |
| Laagste uurwaarde luchtdruk op zeeniveau (hPa) | 1976              | 969,2             | De Bilt           |      | 1966               | 964,0              | De Kooy                     |
| Hoogste uurwaarde luchtdruk op zeeniveau (hPa) | 1962              | 1041,8            | De Bilt           |      | 1962               | 1043,4             | Eelde                       |
| Officiële records worden altijd gemeten op het KNMI-weerstation in De Bilt. Landelijke records kunnen worden gemeten op elk officieel KNMI-weerstation in Nederland. |                   |                   |                   |      |                    |                    |                             |

Uitzonderlijke gebeurtenissen
- 1909 - Officieel laagste minimumtemperatuur in °C van het jaar gemeten in De Bilt: −10,2
- 1973 - Officieel laagste minimumtemperatuur in °C van het jaar gemeten in De Bilt: −13,4
- 1988 - Officieel laagste minimumtemperatuur in °C van december dit jaar gemeten in De Bilt: −1,0
- 1989 - Officieel maandrecord langste zonneschijnduur in uren van december gemeten in De Bilt: 7,4
- 1989 - Landelijk maandrecord langste zonneschijnduur in uren van december gemeten in Eindhoven: 7,6
- 1996 - Officieel hoogste minimumtemperatuur in °C van december dit jaar gemeten in De Bilt: 6,1
- 2018 - Officieel hoogste minimumtemperatuur in °C van december dit jaar gemeten in De Bilt: 9,6
- 2023 - Officieel laagste minimumtemperatuur in °C van december dit jaar gemeten in De Bilt: −4,1 (voorlopig)
- 2023 - Landelijk langste zonneschijnduur in uren van december dit jaar gemeten in Vlissingen: 7,2 (voorlopig)

### België
Dagrecords
- 1879 - Laagste etmaalgemiddelde temperatuur −7,9 °C
- 1985 - Hoogste etmaalgemiddelde temperatuur 12,4 °C
- 1879 - Laagste minimumtemperatuur −10,9 °C
- 1985 - Hoogste maximumtemperatuur 14,9 °C
- 2007 - Hoogste etmaalsom van de neerslag 23,5 mm

Uitzonderlijke gebeurtenissen
- 2007 - Neerslaghoeveelheden tot 82,5 mm in Virton
- 2010 - In het hele land komt de minimumtemperatuur niet boven −5 °C en evenals gisteren blijft de maximumtemperatuur in het hele land onder 0 °C

<< · 1 · 2 · 3 · 4 · 5 · 6 · 7 · 8 · 9 · 10 · 11 · 12 · 13 · 14 · 15 · 16 · 17 · 18 · 19 · 20 · 21 · 22 · 23 · 24 · 25 · 26 · 27 · 28 · 29 · 30 · 31 · >>